# Collège d'Occitanie
 (août 2024).
Si vous disposez d'ouvrages ou d'articles de référence ou si vous connaissez des sites web de qualité traitant du thème abordé ici, merci de compléter l'article en donnant les références utiles à sa vérifiabilité et en les liant à la section « Notes et références ».
Le Collège d'Occitanie, anciennement orthographié Colètge d'Occitanía, et actuellement appelé en occitan Collègi d'Occitania, est une association occitane, fondée le 19 novembre 1927, à Castelnaudary, par Prosper Estieu, poète et instituteur, et l'abbé Joseph Salvat, professeur à l'Institut catholique de Toulouse, dont le but est l'enseignement de la langue occitane.
Ses membres donnent des cours en langue occitane, de culture et de langue occitanes. Déclarée à la préfecture de l'Aude le 1er décembre 1937 comme association, et reconnue d'utilité publique le 25 novembre 1969. Après la mort de Joseph Salvat, en 1972, le Collège d'Occitanie devient propriétaire de la bibliothèque personnelle de ce dernier, et ne cessera de l'enrichir grâce aux dons et aux achats d'ouvrages et de correspondances en occitan. Actuellement, l'association a su s'adapter aux préoccupations personnelles nouvelles et aux technologies modernes, et continue d'enseigner la langue et la culture occitanes.

## Histoire

### La fondation

#### Début
Sous la protection de l'Escòla Occitana du Lauragais, se forma en 1924 une association appelée "Grilhs del Lauragués". Ils surent réveiller l'âme occitane en organisant des fêtes et des manifestations félibréennes. Notamment le 24 mai 1925, ils érigèrent le buste d'Auguste Fourès à Castelnaudary, poète de langue française et occitane, et enfant du pays.
Puis ils décidèrent d'enseigner la langue occitane. L'initiative d'enseigner la grammaire, l'orthographe, le vocabulaire et la littérature occitane est due à deux majoraux de Castelnaudary: Prosper Estieu et l'abbé Salvat.
Le 19 novembre 1927, la Municipalité mit à leur disposition une salle de l'Hôtel de Ville, où devant quinze "escolans", le poète Prosper Estieu lut la déclaration suivante:

« Mesdames, Messieurs,
Je vous remercie bien sincèrement d’avoir répondu à l’appel que le Bureau des Grilhs del Lauragués vous a adressé au sujet de l’ouverture du Colètge d’Occitanìa.
[...]
Vous savez que le Félibrige a été fondé pour sauver la langue d'Oc, mais peut-être ignorez-vous que les divers gouvernements qui se sont succédé depuis sa fondation ne lui ont jamais été favorables. [...]
Pourtant, rien n’est perdu, et tous les espoirs sont encore permis, si nous sommes bien résolus à chercher seulement en nous-mêmes notre propre salut. C’est ainsi qu’ont fait tous les peuples vaincus pour reconquérir leur indépendance.
Et voilà pourquoi, en cette 73e année du Félibrige, nous nous sommes décidés à fonder à Castelnaudary le Colètge d’Occitanìa. Nous appelons  à nous tous ceux qui aiment réellement leur pays natal et nous avons la ferme conviction que notre exemple sera bientôt suivi, des Alpes aux Pyrénées.
Ceci dit, Mesdames, Messieurs, travaillons ! »

Après quoi, l'abbé Salvat donna quelques indications pratiques sur le fonctionnement des cours, qui auront lieu chaque samedi soir. Ils devaient comprendre une leçon de grammaire occitane, la correction d'un devoir et un exercice de lecture; tantôt une leçon de littérature ancienne et moderne, tantôt une leçon d'histoire méridionale lauragaise; une lecture commentée par un maître. Les cours étaient ouverts à toutes personnes, qui s'acquittaient d'un droit d'inscription.
Commença alors la première leçon, par l'histoire résumée de la langue depuis les origines à nos jours, et se termina par la lecture de La Coumtesso de Frédéric Mistral.
L'abbé Salvat ponctua son récit, ici résumé, ainsi:

« Représentez-vous, amis lecteurs, le grand poète occitan Prosper Estieu, au front depuis longtemps nimbé de gloire et blanchi par les ans, bravant la rigueur du froid pour venir lire à son auditoire de jeunes félibres le poème du Maître de Maillane. Tandis que les strophes immortelles tombaient de ses lèvres ardentes, je songeais à l’avenir glorieux d’une Cause capable d’inspirer de pareils enthousiasmes. De douces larmes mouillaient mes paupières. Et je répétais, après Mistral, après Estieu :
Ah ! se me sabien entèndre !
Ah ! se me voulien segui !'' »

#### Renommée
Chaque samedi soir, dans ce même local, les Majoraux Estieu et Salvat ne cessaient de donner leur leçon de grammaire, de littérature et d'histoire occitanes. Les devoirs étaient corrigés et envoyés aux élèves par correspondance chaque semaine.
De grands conférenciers, tels qu'Armand Praviel et François de Gélis, mainteneurs es Jeux Floraux ou encore Louis Thomas, maître de conférences à la Faculté de Lettres de Montpellier, vinrent apporter leur savoir.
De nombreuses lettres d'encouragement arrivaient au Collège d'Occitanie.
La fondation fut annoncée par beaucoup de revues et des journaux locaux d'alors: Le Télégramme, l’Express du Midi, Le Midi socialiste, La Croix de l’Aude, Oc, La Tramontane, Le Journal de l’Aveyron, Lou Felibrige, La Cigalo Narbouneso, etc. de même Le Journal, de 16 février 1928, en parla sous la plume d'Olivier Guyon :

« Le mouvement se prouve en marchant, dit la sagesse des nations. Trop de régionalistes oublient ce principe. Ils maudissent l’Etat centralisateur et, par une singulière contradiction, ils attendent de son bon vouloir les réformes que, seules, leurs initiatives et leur action persévérante peuvent, à la longue, lui imposer. »

Par la suite, les Jeux Floraux Scolaires attirèrent plus encore des élèves des écoles publiques et privées du département de l’Aude, des départements limitrophes de l’Aveyron. Le concours s’adressa plus tard aux élèves des collèges et lycées des départements formés par les anciennes provinces : Languedoc, Auvergne, Rouergue, Limousin, Périgord, Agenais, Quercy, Pays de Foix. Des quinze "escolans" du début, le Collège d'Occitanie en comptabilisa vingt-deux en 1928, et sept par correspondance. Les jours où des professeurs de première valeur venaient enseigner leur savoir, la fondation comptait cinquante à soixante auditeurs libres.
À partir de 1929, le Collège d'Occitanie pouvait énumérer un nombre d'"escolans" croissant  :
| 1927 | 1931 | 1935 | 1941 |
| ---- | ---- | ---- | ---- |
| 15   | 85   | 250  | 430  |

| 1928-29 | 1929-30 | 1930-31 | 1931-32 | 1932-33 | 1933-34 | 1934-35 | 1935-36 | 1936-37 | 1937-38 | 1938-39 | 1939-40 | 1940-41 | 1941-42      |
| ------- | ------- | ------- | ------- | ------- | ------- | ------- | ------- | ------- | ------- | ------- | ------- | ------- | ------------ |
| 262     | 325     | 485     | 709     | 976     | 1469    | 2242    | 1936    | 2355    | 1864    | 1764    | 600     | 4850    | près de 6000 |

#### Le fonctionnement
Il comprenait trois sections, partant de la traduction de textes simples aux textes plus difficiles et aux thèmes. Les textes sont empruntés aux meilleurs écrivains occitans, toujours accompagnés de leur biographie.
En 1936, une section catalane fut créée.
Le 7 janvier 1928, le premier "escolan" du dehors s'inscrivait et il fallut organiser la correction des devoirs par correspondance.
Chaque "escolan" recevait chaque semaine le texte d'un devoir. Les feuillets verts étaient pour les "escolans" de première section, les roses étaient adressés à ceux de deuxième section, enfin les jaunes pour les troisièmes sections. Quand celui-ci était envoyé par l'"escolan", le devoir reçu était confié à des correcteurs bénévoles, qui une fois corrigé, le renvoyaient annoté et noté, accompagné d'un corrigé imprimé.
L'enseignement par correspondance finit par supplanter l'enseignement oral.
À partir de 1929, l'abbé Salvat publia, à l'intention des "escolans", sa grammaire dans le bulletin du Collège "La Rampelada".
En fin de troisième section, sur avis des correcteurs, le Directeur remet à l'"escolan" le Diplôme d'Etudes Occitanes. Et les élèves peuvent alors devenir maîtres à leur tour.
C'est ainsi que le Collège d'Occitanie survécut à la guerre de 1939, à la mort de son Doyen Prosper Estieu et à l'arrestation de l'abbé Salvat le 9 juin 1944, suivi de sa déportation en Allemagne.

## Histoire juridique
Le Collège d'Occitanie est fondé le 19 novembre 1927, avec l’aide de la municipalité, à Castelnaudary. Le Collège est association de fait jusqu’en 1937.
Il est déclaré une première fois à la préfecture de l’Aude le 1er décembre 1937 (J.O. du 17 décembre 1937, p. 13 807). Il est déclaré une deuxième fois à la préfecture de la Haute-Garonne le 4 juillet 1968 (J.O. du 13 juillet 1968, p.6 709).
Le 25 novembre 1969, il est reconnu d’utilité publique (J.O. du 2 novembre 1969, p. 11 708).
Hébergé à partir de 1940 à l'Institut catholique de Toulouse, le siège social est transféré à la Maison d'Occitanie en 2010.
En 1937, le nom est "Colètge d’Occitanìa", qui est rectifié en 1968 en "Collègi d’Occitania".

## Aujourd'hui

### Cours par correspondance

#### Évolution
Le cours par correspondance est devenu la principale activité du Collège d’Occitanie. Il a longtemps fonctionné sur un cycle de 3 ans avec versions, thèmes et exercices ; et une section catalane a fonctionné de 1936 à 1939. Longtemps la vocation du Collège a été d’alphabétiser des escolans qui parlaient l’occitan, et de leur faire découvrir des textes littéraires, et par eux, des auteurs.
Cependant vers 1990, le cours a été profondément rénové pour prendre en compte l’évolution du public auquel il s’adresse. Bien des escolans ne savent pas — ou presque pas — la langue : par exemple les occitans désoccitanisés ou encore, les étrangers de tous pays désirant l’apprendre.
Autour de 2010, une seconde rénovation a renouvelé encore plus en profondeur le contenu des cours. Désormais le cycle peut aller jusqu'à cinq ans (4 années plus une année facultative), avec une progression plus graduée du niveau des cours.  Les étudiants reçoivent beaucoup plus de documents pédagogiques: des documents sonores enregistrés (principes de lecture, textes enregistrés, etc.), un cahier de grammaire, l’historique du Collège, De libres e de vidas I et II -  Escrivans d’òc, Pichon lexic de la lirica dels Trobadors (Petit lexique de la lyrique des Troubadours, Antologia - Istòria de la literatura occitana (Anthologie - Histoire de la littérature occitane).
Depuis 2016, les cours sont également proposés en ligne.

#### Autres activités
À l’origine P. Estieu et J. Salvat donnaient des cours oraux à Castelnaudary. 
Au début du XXIe siècle, des cours-conférences de littérature occitane furent donnés à Toulouse par des enseignants du Collège d’Occitanie. Des visites de la ville de Toulouse étaient organisées et commentées en langue occitane.
Enfin le Collège d’Occitanie a édité des livres en occitan ou sur la civilisation occitane.

### Bibliothèque
Toute sa vie Joseph Salvat acheta, reçut en dons, en échanges de nombreux livres et documents. Jusqu’à fin décembre 1972, ceux-ci sont sa propriété personnelle. Par testament holographe daté du 20 janvier 1969, déposé chez le notaire de Tarascon sur Ariège, il légua sa bibliothèque au Collège d’Occitanie. Après son décès, le testament fut enregistré au tribunal de Grande Instance de Foix le 12 janvier 1973. Le Collège devint propriétaire de la bibliothèque qui s’enrichira de dons, certains importants ou par des achats. Les nombreux échanges faits par la revue « Lo Gai Saber » le furent au profit de la bibliothèque du Collège d’Occitanie. Selon la volonté de J. Salvat, la bibliothèque fut ouverte au public.

#### Contenu (aspect matériel)
Le fonds est composé de correspondances (la seule correspondance de Salvat compte 20 000 lettres), de manuscrits édités ou inédits, une collection de revues (certaines très rares), des livres et brochures et des documents divers (photographies, coupures de presse, dessins, partitions de musique, objets souvenir, etc.).
Nous possédons intégralement, pour la majorité des noms ci-dessous, ou partiellement les fonds des écrivains (cités par ordre alphabétique): Claude BELLOC, Valère BERNARD, Auguste FOURÈS, Philadelphe de GERDE, Ismaèl GIRARD, Achille MIR, Louisa PAULIN, Louis PIAT, Armand PRAVIEL enfin Joseph SALVAT.
D’autres manuscrits et correspondances sont la propriété du Collège d'Occitanie comme Frédéric MISTRAL, Joan BODON, Antonin PERBOSC, Déodat de SEVERAC, ou encore Victor HUGO pour citer quelques noms célèbres.
Le Collège d'Occitanie a en sa possession aussi une partie des archives de plusieurs associations telles que l'Institut d'études occitanes (I.E.O), le Centre Régional d’Etudes Occitanes (C.R.E.O) de Toulouse, l'Associacion mondina.

#### Contenu (intellectuel)
Il est axé sur la culture occitane dans tous ces aspects : la langue, la littérature, la musique, l'histoire, l'ethnographie, la toponymie, ou encore l'histoire religieuse (catharisme notamment).
La culture catalane, jumelle de l’occitane, est aussi très présente.
D’autres cultures sont présentes par des revues, des ouvrages, des correspondances (Bretagne, Corse, Frioul, Pays-Basque, etc.).
Le fonds I. Girard, médecin et l’un des fondateurs de la cinémathèque de Toulouse, contient des documents précieux dans ces domaines. I. Girard a correspondu avec bien des médecins catalans.